# Huari Huari
Huari Huari ist eine Ortschaft im Departamento Potosí im Hochland des südamerikanischen Andenstaates Bolivien.

## Lage im Nahraum
Huari Huari ist der zentrale Ort des Kanton Huari Huari im Municipio Potosí in der Provinz Tomás Frías. Die Ortschaft liegt auf einer Höhe von 3764 m an der Mündung des Río Cruz Khasa in den Río Huari Huari, der sieben Kilometer flussabwärts in den Rìo Samaza mündet, der über den Río Chaqui Mayu zum Río Mayu Tambo fließt.

## Geographie
Das Klima der Region ist den Kalttropen zuzurechnen, es ist ein sogenanntes Tageszeitenklima, bei dem die Temperaturunterschiede zwischen den Jahreszeiten wegen der hohen Lage und des trockenen Klimas deutlich geringer ausfallen als die zwischen Tag und Nacht (normalerweise zwischen 15 °C und 25 °C Unterschied). Man findet also meist angenehm warme Tagestemperaturen, in der Nacht aber Werte, die selbst im südhemisphärischen Sommer um den Nullpunkt liegen. Die Region Potosí hat eine markante Regenzeit zu den Jahreswechseln, während der Jahresmitte herrscht dagegen oft Wassermangel (siehe Klimadiagramm Potosí).

## Verkehr
Huari Huari liegt in einer Entfernung von 32 Straßenkilometern nordöstlich von Potosí, der Hauptstadt des Departamentos. Potosí ist Schnittpunkt der überregionalen Nationalstraßen Ruta 1 und Ruta 5, die als Nebenrouten des Panamericana-Netzwerks die Stadt mit Tupiza, Tarija, Villazón und der Grenze zu Argentinien im Süden sowie mit Sucre und La Paz im Norden verbinden.
Auf der Ruta 5 verlässt man Potosí in östlicher Richtung vorbei am Flughafen, bis nach 25 Kilometern von Norden kommend der Río Huari Huari in den nach Osten verlaufenden Flusslauf des Río Samaza mündet. Auf zwei Brücken überquert man beide Flussläufe und erreicht nach weiteren sieben Kilometern das nördlich gelegene Huari Huari.

## Bevölkerung
Die Einwohnerzahl der Ortschaft ist in dem Jahrzehnt zwischen den beiden letzten Volkszählungen um etwa ein Fünftel angestiegen:
| Jahr | Einwohner         | Quelle       |
| ---- | ----------------- | ------------ |
| 1992 | keine Detaildaten | Volkszählung |
| 2001 | 765               | Volkszählung |
| 2012 | 915               | Volkszählung |
| 2024 |                   | Volkszählung |

Die Region weist einen hohen Anteil an Quechua-Bevölkerung auf, im Municipio Potosí sprechen 75,4 Prozent der Bevölkerung Quechua.